# Mysmena isolata
Mysmena isolata là một loài nhện trong họ Mysmenidae.
Loài này thuộc chi Mysmena. Mysmena isolata được Raymond Robert Forster miêu tả năm 1977.